# 1973年バレーボール女子南米選手権
1973年バレーボール女子南米選手権（1973 Women's South American Volleyball Championship）は、1973年にコロンビアのブカラマンガで開催された、南米バレーボール連盟主催の第10回バレーボール南米選手権女子大会。
出場国は7カ国。ペルーが2大会連続4回目の優勝を飾った。

## 最終結果
| 順位 | 国           |
| ---- | ------------ |
| 1    | ペルー       |
| 2    | ブラジル     |
| 3    | ウルグアイ   |
| 4    | チリ         |
| 5    | ベネズエラ   |
| 6    | アルゼンチン |
| 7    | コロンビア   |